# Ranunculus bonariensis
Ranunculus bonariensis är en ranunkelväxtart. Ranunculus bonariensis ingår i släktet ranunkler, och familjen ranunkelväxter.

## Underarter
Arten delas in i följande underarter:
- R. b. bonariensis
- R. b. jaunarii
- R. b. phyteumifolius
- R. b. trisepalus